# Mahmoud Da'as
Mahmoud Da'as (arabe : مَحمود دَعّاس, également connu sous son kunya Abu Khalid ; né en 1934 et mort en  2009) est un commandant de l'Organisation de libération de la Palestine (OLP), membre du Conseil révolutionnaire du Fatah et du Conseil militaire suprême. Né dans le nord de la Palestine, Da'as grandit en Jordanie où il intègre les Forces armées jordaniennes. Formé comme ingénieur militaire, il est nommé lieutenant-colonel et chef du 2e bataillon du Corps du génie jordanien. Da'as intègre l'OLP en 1967 et déserte le JAF pendant le septembre noir de 1970. Il devient un commandant militaire important dans le conflit israélo-arabe, participant à des missions au Liban, au Yémen, au Soudan et en Ouganda. À la suite du premier accord d'Oslo, Da'as devient le conseiller militaire personnel de Yasser Arafat et un député du Conseil législatif palestinien.

## Biographie

### Enfance, éducation et débuts dans l'armée jordanienne
Mahmoud Da'as naît de parents palestiniens à Hajjah, un village situé dans le district de Qalqilya de la Palestine mandataire,. Peu de temps après sa naissance, sa famille déménage à al-Karak, où son père est policier et dirigé par les Britanniques. Da'as termine ses études primaires et secondaires à al-Karak, puis intègre l'académie de l'armée royale jordanienne. Il obtient son diplôme d'ingénieur militaire et est envoyé pour une formation complémentaire en Grande-Bretagne et aux États-Unis. 
Après avoir terminé sa formation, Da'as intègre le corps du génie jordanien. Il est nommé commandant de la 7e compagnie dans le 2e bataillon du corps puis chef de tout le 2e bataillon et lieutenant-colonel. En 1957, il est arrêté en raison de soupçons sur son implication dans le prétendu coup d'État militaire de 1957 en Jordanie (en). Il est innocenté. Da'as est de nouveau temporairement arrêté en 1966 et intègre l'Organisation de libération de la Palestine l'année suivante.

### Organisation de libération de la Palestine
En 1970, une guerre éclate entre les anciens alliés que sont le gouvernement jordanien du roi Hussein et l'OLP dirigée par Yasser Arafat. Ce conflit devient connu sous le nom de septembre noir et entraîne la désertion de nombreux soldats jordaniens d'origine palestinienne. Mahmoud Da'as en fait partie et déserte à Jerash. Il est nommé commandant adjoint de la brigade Yarmouk de l'OLP. Servant sous Saad Sayel (en), il se bat par conséquent contre ses anciens camarades de l'armée royale jordanienne,. L'OLP est vaincue et évincée de la Jordanie à la mi-1971. Da'as déménage en Syrie, où il participe à la troisième conférence du Fatah à Hamouriyah (en) en septembre 1971. Il est nommé membre du Conseil révolutionnaire du Fatah lors de la conférence et promu commandant de la brigade Yarmouk en 1972. Il prend alors le commandement des troupes de l'OLP stationnées au Mont Liban et dans la plaine de la Bekaa.  En tant qu'ingénieur militaire expérimenté, il est responsable de la construction de fortifications. 
À la fin des années 1970, l'organisation aforgé une alliance solide avec l'Ouganda d'Idi Amin, établissant des bases dans le pays où elle entraîne environ 400 combattants. Lorsque la guerre ougando-tanzanienne éclate en 1978, l'armée ougandaise (en) cède rapidement face aux Forces de défense du peuple tanzanien. Le haut commandement de l'OLP craint que la fin du gouvernement d'Amin n'entraîne l'éviction des militants palestiniens d'Ouganda. L'OLP choisit donc de combattre aux côtés de l'armée ougandaise et envoie de nouveaux renforts. Malgré l'aide fournie par l'OLP et la Libye, l'armée ougandaise est complètement vaincue lors de la bataille de Lukaya les 10 et 11 mars 1979. La plupart des commandants de terrain de l'OLP sont blessés à Lukaya, après quoi Da'as est nommé commandant remplaçant en Ouganda. Réalisant que la guerre est perdue, il divise ses troupes restantes en deux groupes. L'un sécurise une voie d'évacuation vers le Soudan, tandis que l'autre prend des positions défensives à Kampala, la capitale de l'Ouganda. Fin mars, les troupes de l'OLP font partie de la garnison impliquée dans l'opération Dada Idi (en), qui touche la ville stratégique de Mpigi (en). Les Tanzaniens commencent leur attaque sur Kampala le 10 avril 1979 et les troupes de l'OLP sous Da'as résistent quelque temps avant de se retirer vers le Soudan.
Da'as est nommé membre du Conseil militaire suprême de la révolution palestinienne lors de la quatrième conférence du Fatah à Damas en mai 1980,. Il est également envoyé en Allemagne de l'Est, où il signe un accord avec le général Helmut Borufka (de), inspecteur général de la Nationale Volksarmee le 19 avril 1982. Selon cet accord, l'armée est-allemande fournit une formation à 20 commandants et techniciens d'artillerie de l'OLP. Le mois suivant, Israël envahit le Liban, déclenchant la guerre du Liban de 1982. Au cours de ce conflit, Da'as est directeur des officiers et des fortifications et prend part aux combats contre l'armée de défense d'Israël, y compris pendant le siège de Beyrouth. 
Après la guerre, Da'as devient commandant en chef des Forces révolutionnaires palestiniennes. En 1983, il dirige les opérations spéciales de l'OLP au Soudan et au Yémen,. Da'as est nommé Officier de la Sécurité Extérieure dans le Département Politique de l'OLP en 1985, et est brigadier l'année suivante. Il devient ensuite major général et est promu à la tête du Comité de la sécurité et du renseignement en 1993. À la suite de l'Accord d'Oslo I, Da'as et le reste de la direction de l'OLP retournent en Palestine en 1994, et il est se porte candidat aux élections générales palestiniennes de 1996. Il est élu député au Conseil législatif palestinien, occupant un siège jusqu'en 2005. Le président Yasser Arafat en fait son conseiller militaire et un membre du Conseil suprême de sécurité nationale de Palestine. Da'as continue à participer à d'importantes missions militaires et diplomatiques au nom de l'OLP et du Fatah,.
Gravement malade, Da'as déménage en Jordanie pour se faire soigner et meurt en 2009,. Il est enterré avec tous les honneurs militaires dans sa ville natale de Hajjah.